# پوکاگاگا پونتا
پوکاگاگا پونتا (به اسپانیایی: Pucagaga Punta) یک کوه در پرو است که در Peru, Ancash Region واقع شده‌است. پوکاگاگا پونتا ۵٬۴۶۱ متر بالاتر از سطح دریا واقع شده‌است.